# Slag bij Nemea
De Slag bij Nemea (394 v.Chr.) was een onderdeel van de Korinthische Oorlog, tussen Sparta en de coalitie van de Griekse stadstaten Argos, Athene, Korinthe en Thebe. De slag werd uitgevochten op Korinthisch territorium, dicht bij de stad Nemea. De slag eindigde in een beslissende overwinning voor Sparta, die er samen met de Slag bij Coronea voor zorgde dat Sparta overwicht kreeg op zijn vijanden en de belangrijkste Griekse stadstaat werd.

## Voorgeschiedenis
De vijandelijkheden tijdens de Korinthische Oorlog begonnen in 395 v. Chr. met plunderingen in het noordwesten van Griekenland. Deze plunderingen leidden tot een echte slag tussen Sparta en Thebe, de Slag bij Haliartus, gewonnen door Thebe. In de nasleep van de Thebaanse overwinning, werd een coalitie van Griekse stadstaten opgericht gericht tegen Sparta. Athene, Thebe, Korinthe en Argos vormden samen een leger, dat geleid werd door een raad in Korinthe.
In 394 v. Chr. verzamelde die raad zijn troepen in Korinthe. Het Spartaanse leger, onder Aristodemus, de voogd van de nog minderjarige Spartaanse koning Agesipolis I en de regent van Sparta, werd naar het noorden gezonden om de coalitie te bestrijden. Het coalitieleger wachtte ondertussen in Korinthe, terwijl de raad debatteerde over wie opperbevelhebber van het leger zou worden. Nog voor daarover overeenstemming bereikt was, vielen de Spartaanse troepen het Korinthisch grondgebied plunderend en brandstichtend binnen. Het coalitieleger reageerde en bewoog richting de Spartaanse troepen om een veldslag uit te lokken. De twee legers zouden elkaar uiteindelijk treffen bij de Nemea rivier.

## De veldslag
Het Spartaanse leger bestond uit 18.000 tot 19.000 hoplieten, geassisteerd door lichtbewapende troepen. 6000 hoplieten waren afkomstig uit Sparta, de anderen uit de overige lidstaten van de Peloponnesische Bond (3.000 uit Elis, Triphylia, Acroria, en Lasiona, 1.500 uit Sicyon en ten minste 3.000 uit Epidauros, Troezen, Hermione en Halieis). Er waren ook 600 ruiters, 300 Kretenzische boogschutters en 400 slingeraars. Het coalitieleger bestond uit 24.000 hoplieten (6.000 hoplieten uit Athene, 7.000 uit Argos, 5.000 uit Boeotië, 3.000 uit Korinthe en nog eens 3.000 uit Euboea), ook aangevuld met lichtbewapende troepen. Ook de coalitie beschikte over een cavalerie: 800 Boeotiërs, 600 Atheners, 100 uit Chalcis in Euboea en 50 uit Ozolia Locria.
De Spartanen en hun bondgenoten stelden zich op voor het gevecht met de Spartanen op de rechterflank en hun bondgenoten op de linkerflank. Het coalitieleger was verdeeld over de opstelling: de Atheners wilden zich op de rechterflank opstellen, maar uiteindelijk werden de Atheners op vraag van de Boeotiërs naar de linkerflank verplaatst. De rechterflank werd gevormd door de Boeotiërs. Dat will zeggen dat de Atheners oog in oog stonden met de Spartanen en de Boeotiërs met de Spartaanse bondgenoten.
Toen de twee falanxen zich sloten voor het gevecht, verschoven ze beiden naar rechts. Dat was een normale beweging in hoplietgevechten, aangezien hoplieten hun schild aan hun rechterarm dragen. Door naar rechts op te schuiven, worden ze beschermd door hun eigen schild én door het schuld van hun buurman. Door deze verschuiving werd de linkerflank van beide legers overrompeld door de rechterflank van het andere leger. Daardoor waren de rechterflanken de overwinnaars, terwijl de linkerflanken van elk leger het gevecht verloor.
Na hun overwinning op de rechterflank tegen de Atheners, keerden de Spartanen zich richting de rechterflank van de coalitie, die de verslagen Spartaanse bondgenoten achtervolgde. De Spartaanse falanx overwon eerst de troepen uit Argos, dan de Korinthiërs en ten slotte de Boeotiërs. Bij deze overwinning veroorzaakten ze grote verliezen bij de troepen van alle stadstaten. Na de slag had Sparta 2.800 slachtoffers gemaakt, terwijl ze er zelf maar 1.100 te betreuren hadden.

## Resultaat
Ondanks het feit dat de Spartanen het slagveld in handen hadden, konden ze geen doorbraak forceren naar Korinthe en centraal Griekenland. Daarom keerden ze terug naar huis. Het coalitieleger voerde, na maanden van inactiviteit, een tweede grote Slag in Coronia. Deze twee slagen zijn de enige twee traditionele, ‘grote’ veldslagen in de oorlog, die nog zou voortduren tot 386 v.Chr.